# Berylmys mackenziei
Berylmys mackenziei је врста глодара из породице мишева (Muridae).

## Распрострањење
Врста има станиште у јужној Кини, Бурми, Вијетнаму и Индији.

## Станиште
Станиште врсте су шуме на висинама од 1.200 до 3.000 метара.

## Угроженост
Подаци о распрострањености ове врсте су недовољни.